# John Mollo
John Mollo (London, 1931. március 18. – Froxfield, 2017. október 25.) Oscar-díjas angol jelmeztervező.

## Filmjei
- Csillagok háborúja (Star Wars) (1977)
- A nyolcadik utas: a Halál (Alien) (1979)
- A Birodalom visszavág (Star Wars: Episode V - The Empire Strikes Back) (1980)
- Gyilkos bolygó (Outland) (1981)
- Gandhi (1982)
- A fegyelem urai (The Lords of Discipline) (1983)
- Tarzan, a majmok ura (Greystoke: The Legend of Tarzan, Lord of the Apes) (1984)
- Dávid király (King David) (1985)
- Amerika fegyverben (Revolution) (1985)
- Kiálts szabadságért (Cry Freedom) (1987)
- Hanna háborúja (Hanna's War) (1988)
- Az elefántvadász (White Hunter Black Heart) (1990)
- Air America (1990)
- Chaplin (1992)
- Sharpe lövészei (Sharpe's Rifles) (1993, tv-film)
- Sharpe trófeája (Sharpe's Eagle) (1993, tv-film)
- A három testőr (The Three Musketeers) (1993)
- Maugli, a dzsungel fia (The Jungle Book) (1994)
- Halálhajó (Event Horizon) (1997)
- Őfelsége kapitánya: Egyenlő esélyek (Hornblower: The Even Chance) (1998, tv-film)
- Őfelsége kapitánya: A vizsga (Hornblower: The Examination for Lieutenant) (1998, tv-film)
- Őfelsége kapitánya: A hercegnő és az ördög (Hornblower: The Duchess and the Devil) (1999, tv-film)
- Őfelsége kapitánya: Békák és homárok (Hornblower: The Frogs and the Lobsters) (1999, tv-film)
- Őfelsége kapitánya: Zendülés (Hornblower: Mutiny) (2001, tv-film)
- Őfelsége kapitánya: A megtorlás (Hornblower: Retribution) (2001, tv-film)
- Őfelsége kapitánya: Hűség (Hornblower: Loyalty) (2003, tv-film)
- Őfelsége kapitánya: Kötelesség (Hornblower: Duty) (2003, tv-film)

## Díjai
- Oscar-díj (1977, 1982 – Bhánu Athaijával)